# Dicranella muelleri
Dicranella muelleri är en bladmossart som beskrevs av W. P. Schimper och Bescherelle 1872. Dicranella muelleri ingår i släktet jordmossor, och familjen Dicranaceae. Inga underarter finns listade i Catalogue of Life.